# Jean-Philippe Sol
Jean-Philippe Sol (ur. 1 stycznia 1986 roku w Aurillac) – francuski siatkarz; reprezentacji Francji, grający na pozycji środkowego.

## Sukcesy klubowe
Mistrzostwo Francji:
- 2011, 2017
- 2012
- 2013

Puchar Challenge:
- 2017

## Sukcesy reprezentacyjne
Mistrzostwa Europy:
- 2009

## Nagrody indywidualne
- 2012: Najlepszy blokujący Ligue A w sezonie 2011/2012